# 로바트 척후대
로바트 척후대(Lovat Scouts)는 영국 육군의 요먼대다. 제2차 보어 전쟁 당시 스코틀랜드 고지대인 요먼대로 처음 편성되었다. 
길리 슈트를 처음으로 사용한 부대이며, 영국군 최초로 저격병 부대(당시 명칭은 일등사수)를 운용한 부대였다. 제1차 세계대전 및 제2차 세계대전에도 종군하고 현재 제51하일랜드 의용병대 제2대대 A중대로 존속 중이다.

## 같이 보기
- 요먼대
- 코만도 (영국)